# Friedensschule Münster
Die Friedensschule Münster ist eine Gesamtschule im Stadtteil Mecklenbeck von Münster. Sie befindet sich in Trägerschaft des römisch-katholischen Bistums Münster.

## Grundsätzliches
Die Friedensschule wurde 1969 als Versuch einer ganztägigen, gegliederten Gesamtschule gegründet. Die Gründung fiel in die Phase, in der erstmals in weitergehendem Maße auch staatliche Gesamtschulen in Deutschland gegründet wurden. Auch fiel die Ablösung der Volksschule als Regelschule durch Grund- und Hauptschule in diesen Zeitraum. Als Gesamtschule in bischöflicher Trägerschaft handelte es sich zum Gründungszeitpunkt um ein einzigartiges Modell in Deutschland.

## Schulpolitik
Ziel war es, eine „schülergerechte Schule“ zu schaffen, bei der Schüler individuell und möglichst unabhängig von ihrer sozialen Herkunft gefördert werden. Dies sollte unter den Vorgaben der Erziehungsziele für katholische Schulen geschehen, die grundsätzlich durch das Zweite Vatikanische Konzil definiert wurden.
Bei regelmäßig sechs Eingangsklassen mit ca. 180 Schülern im fünften Jahrgang wird ein Verhältnis von etwa 5/6 an Schülern mit katholischer Konfession zu den übrigen aufgenommenen Schülern gehalten. Zwei Eingangsklassen werden dabei je hälftig katholische Schüler zugeteilt, die übrigen vier Eingangsklassen werden konfessionell weitgehend einheitlich gehalten. Ein ausgewogenes Verhältnis an Schülern unterschiedlicher Leistungsstärken wird bei der Aufnahme angestrebt.
Leistungsmäßig differenziert wird bei der Zusammensetzung der Schulklassen erstmals im 6. Jahrgang in den Fächern Englisch und Mathematik, Deutsch folgt im 7. Jahrgang. Damit folgt die Schule grundsätzlich den gesetzlichen Vorgaben, beginnt bei der Differenzierung aber teilweise früher als normalerweise vorgesehen.
Zu Beginn des 8. Schuljahres werden die Klassen nach Leistungskriterien vollständig neu zusammengesetzt.

## Bigband
1983 wurde eine Schul-Bigband gegründet, die sich an Schüler aller Jahrgangsstufen richtet. Unter Leitung von Musiklehrer Dieter Niermann errang sie 2017 einen dritten Preis beim Landeswettbewerb Jugend jazzt; 2019 war sie Siegerin des Landeswettbewerbs. 2020 wurde sie mit dem WDR-Jazzpreis für die Nachwuchsförderung ausgezeichnet.

## Intel International Science and Engineering Fair
Der Schüler der Friedensschule Münster, Frederik Dunschen, gewann 2018 die Intel International Science and Engineering Fair mit einer selbstentwickelten Mini-Drohne. Nach ihm wurde 2022 ein Asteroid benannt: (34479) Dunschen.

## Bekannte Lehrer
- Kai Koch (* 1986), Musikpädagoge, Musikgeragoge, Hochschullehrer, Organist und Chorleiter.

## Bekannte Schüler
- May Ayim (1960–1996), Dichterin, Pädagogin und Aktivistin
- Phil Hanro (* 1982), Musikproduzent